# Le Cadeau (album)
Pour les articles homonymes, voir Le Cadeau.
Albums de Maxime Le Forestier
Casino de printemps
(2009) Olympia 2014
(2014)
Singles
1. Le P'tit Air
Sortie : avril 2013

Le Cadeau est le 15e album studio de Maxime Le Forestier sorti le 22 avril 2013.

## Titres
| No  | Titre                          | Paroles                             | Musique             | Durée |
| --- | ------------------------------ | ----------------------------------- | ------------------- | ----- |
| 1.  | Le Cadeau                      | Maxime Le Forestier                 | Manu Galvin         | 3:03  |
| 2.  | Le P'tit Air                   | Maxime Le Forestier                 | Julien Clerc        | 2:53  |
| 3.  | Les Coups                      | Maxime Le Forestier                 | Maxime Le Forestier | 2:56  |
| 4.  | La P'tite Hirondelle           | Maxime Le Forestier                 | Patrice Renson      | 3:16  |
| 5.  | La Bête curieuse               | Maxime Le Forestier                 | Maxime Le Forestier | 3:44  |
| 6.  | Impasse des Oiseaux            | Maxime Le Forestier - Jacques Weber | Maxime Le Forestier | 2:38  |
| 7.  | La Folie (en duo avec Camille) | Claude Lemesle                      | Maxime Le Forestier | 4:00  |
| 8.  | Le Caillou                     | Maxime Le Forestier                 | Maxime Le Forestier | 3:26  |
| 9.  | L'Averse                       | Maxime Le Forestier - Pierre Grosz  | Maxime Le Forestier | 3:41  |
| 10. | Le Papillon                    | Maxime Le Forestier                 | Sebastian Quezada   | 3:24  |

## Classements
| Pays                   | Meilleure position |
| ---------------------- | ------------------ |
| France                 | 2                  |
| Belgique (francophone) | 8                  |
| Suisse                 | 64                 |